# Центральний парк культури та відпочинку імені Горького
Центральний парк культури та відпочинку імені Горького (скорочено ЦПКтаВ або Парк Горького) — парк культури і відпочинку,  рекреаційна зона, один з найбільших та найпопулярніших в місті Москва.

## Історія
Партерна частина парку з'явилася в 1923 році після організації на цій території Всеросійської сільськогосподарської виставки (ВСХВ), планування якої від входу до Нескучного саду виконав архітектор-авангардист Костянтин Мельников. ЦПКтаВ було відкрито 12 серпня 1928 року, в 1932-му парку присвоїли ім'я письменника Максима Горького. У різний час проектуванням парку займалися Ель Лисицький і Олександр Власов. Арка головного входу зведена в 1955 році за проектом архітектора Георгія Щуко.
В 2011 році розпочато комплексну реставрацію громадського простору, що триває й досі. До його складу входять Нескучний сад, Воробйові гори та Музеон. Загальна площа території парку становить 219,7 га.